# 시문 (중국 문학)
시문(時文)은 사대부 계급의 필수 교양이었다.
시대의 조류에 민감하여 현체제의 결함을 통감, 이상사회에의 복귀를 지향하는 고문사파(古文辭派)와 현상을 시인하면서 자기 표현을 확립시키려는 성령파(性靈派)로 분열되었다.  고문사파의 '전후칠자(前後七子)'가 나온 가정 연간(嘉靖年間)은 중국 자본주의의 맹아기(萌芽期)에 해당되며, 자연경제의 기반이 붕괴되기 시작하여 종래의 가치관의 전도(轉倒)를 촉구하는 기운이 일기 시작한 시기라고 하겠다. 그들은 이러한 변화를 대략 짐작하여 경종을 울렸다고 할 수 있다. 당·송 고문운동이 그러했듯이, 이것은 반복되어 나타나는 현상으로서 청말의 동성파(桐城派)도 이 흐름에 따른 것이다.
한편 만력 연간에 나타난 원굉도(袁宏道) 등의 공안파(公安派)는 거기에 반대하여 개성의 자유로운 표현을 주장하여 후의 경릉파(竟陵派)·성령파와 함께 현상긍정파(現狀肯定派)를 형성한다. 그러나 이 대립은 이미 문학적 생명이 쇠퇴한 시문을 회복할 힘을 갖지 못하였고, 소수의 예외를 제외하고는 당·송 시문의 영예를 계승하지 못하고 현대 구어시(口語詩)에 자리를 물려 주게 된다.